# Walton Ford

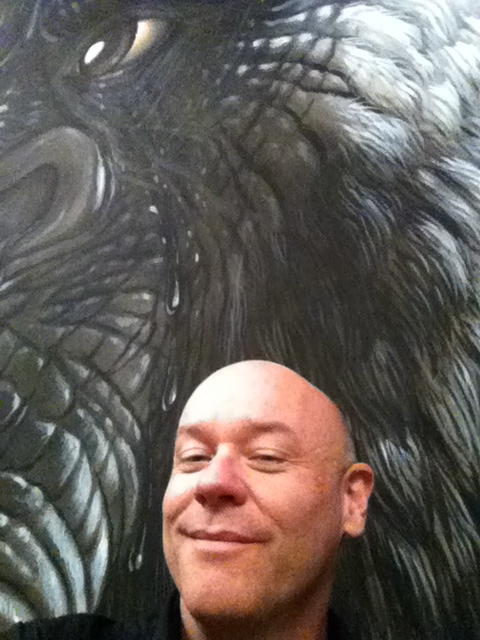
Walton Ford (2011)

Walton Ford (* 1960 in Larchmont, N.Y.) ist ein US-amerikanischer Maler, dessen Motive vornehmlich Tiere sind. 

## Leben und Ausbildung
Ford studierte an der Rhode Island School of Design in Providence, Rhode Island, wo er 1982 mit dem BFA abschloss. Nach zehn Jahren in New York City lebt und arbeitet er heute (2011) in Great Barrington im Berkshire County in Massachusetts.

## Malerei
Fords Bilder entstehen in Aquarelltechnik, ergänzt um Gouache, Tinte und Bleistift. Als Vorlage seiner durchgehend großflächigen Werke, die auf den ersten Blick den Tierbildern von John James Audubon ähneln, dienen Stiche des 17. Jahrhunderts. Bei näherer Betrachtung entdeckt man jedoch teils bizarre, komische, manchmal auch brutale Details, die das Tier seiner Umwelt verfremden, sowie zahlreiche Anspielungen auf die Geschichte der Naturerforschung.

## Werke (Auswahl)
- 1997: Baba-B.G., 105,1×74 cm
- 1997: Chalo, Chalo, Chalo! (ein Hindi-Ausdruck, bedeutet etwa „Auf geht’s!“), 151,1×102,2 cm
- 1998: Bula Matari („der die Steine bricht“, bezieht sich auf den afrikanischen Spitznamen des britischen Afrikaforschers Henry Morton Stanley), 153,7×304,5 cm
- 1998: Chingado (ein spanischer Vulgärausdruck, etwa gleichbedeutend mit Fuck, Arschloch), 152,4×302,3 cm
- 1999: Sensations of an Infant Heart („Empfindungen eines Kinderherzens“), 151,1×102,9 cm
- 2001: Eothen (der Titel bezieht sich auf das gleichnamige Buch von Alexander William Kinglake, in dem dieser eine Reise in den Orient beschreibt), 101,6×152,4 cm
- 2001: Der Pantherausbruch, 114,3×165,1 cm
- 2002: Falling Bough („Fallender Ast“), 154,3×303,5 cm
- 2002: Madagascar, 304,8×152,4 cm
- 2002: The Starling („Der Starenvogel“), 153,7×303,5 cm
- 2003: The Sensorium („Die Sinneswahrnehmung“), 152,4×302,3 cm
- 2004: Delirium, 159,1×109,5 cm
- 2004: Moriré de Cara al Sol, 105,4×73,7 cm („Sterben mit dem Gesicht zur Sonne“, im Sinne von „nicht wie ein Verräter, sondern als guter Mensch“; der Titel bezieht sich auf ein gleichnamiges Gedicht des kubanischen Nationalhelden José Martí aus dem Buch „Versos sencillos“, aus dem auch der Text des berühmten Liedes „Guantanamera“ stammt; das Gedicht wurde später vertont von César Pérez Sentena)
- 2005: Jack On His Deathbed („Jack auf seinem Totenbett“), 109,2×158,8 cm
- 2005: Le Jardin („Der Garten“), 242,6×461,1 cm
- 2005: Lost Trophy („Verlorene Trophäe“), 154,3×303,5 cm
- 2006: Novaya Zemlya Still Life („Stillleben in Nowaja Semlja“), 152,4×304,8 cm
- 2007: A Monster From Guiny („Ein Monster aus Guinea“), 151,8×104,1 cm
- 2007: Scipio and the Bear („Scipio und der Bär“), 151,1×303,5 cm
- 2008: Thurneysser's Demon („Thurneyssers Dämon“), 152,4×304,8 cm
- 2009: An Encounter with Du Chaillu („Eine Begegnung mit Du Chaillu“), 242,6×152,4 cm
- 2009: Borodino, 152,4×303,5 cm
- 2009: Chaumière de Dolmancé („Das Haus des Dolmancé“; Dolmancé ist der Name eines Homosexuellen in der Schrift „Die Philosophie im Boudoir“ des Marquis de Sade), 151,8×105,1 cm
- 2009: Royal Menagerie at the Tower of London („Königliche Menagerie im Tower of London“), 152,4×303,5 cm
- 2009: The Island („Die Insel“). Ein Triptychon; erste Tafel: 248,9×97,8 cm, zweite Tafel: 248,9×158,8 cm, dritte Tafel: 248,9×97,8 cm
- 2012: Cover des Rolling-Stones-Albums Grrr!

## Einzelausstellungen (Auswahl)
- Juni – Oktober 2010: Albertina, Wien
- Januar – Mai 2010: Nationalgalerie im Hamburger Bahnhof – Museum für Gegenwart, Berlin
- 1998–2009: Paul Kasmin Gallery, New York City (regelmäßige Ausstellungen)
- 1999: University Art Museum, California State University, Long Beach, Kalifornien
- 1998: Aspen Art Museum, Aspen, Colorado
- 1993: Contemporary Arts Center, Cincinnati, Ohio
- 1991: Bess Cutler Gallery, Santa Monica, Kalifornien
- 1990: „The Blood Remembers“, Bess Cutler Gallery, New York